# Wolfgang Rinecker
Wolfgang Rinecker (* 23. März 1931 in Bürden; † 20. Oktober 1982 in Meiningen) war ein deutscher Schriftsteller und Bühnenautor.

## Leben
Wolfgang Rinecker wurde 1931 in Bürden, seit 1994 ein Ortsteil der Stadt Hildburghausen, geboren. Durch dienstliche Versetzungen seines Vaters lebte die Familie in den 1930er Jahren in Oberweimar und Kranichfeld. 1945 lebte er in Milz und kurz danach wieder in Bürden. 1949 legte Wolfgang Rinecker sein Abitur ab. Nach seiner Heirat 1953 zog er 1958 mit seiner Frau nach Meiningen, wo er fortan lebte. 1959 erschien beim Volksverlag Weimar sein erstes Buch mit zwei Kriegserzählungen. Von 1960 bis 1962 absolvierte er ein Theologie-Studium an der Friedrich-Schiller-Universität Jena. Ab 1962 war Rinecker freischaffender Prosaschriftsteller. Er schrieb insbesondere Kriminalliteratur und heimatbezogene Romane und Erzählungen, hier insbesondere über den Ort seiner Kindheit Bürden und Umgebung. Ab 1963 war er künstlerischer Leiter des „Zirkels Schreibender Arbeiter“ am Raw Meiningen. In den 1970er Jahren betätigte er sich zeitweise kooperativ als Bühnenautor am Meininger Theater. 1973 wurde Rinecker Mitglied des Schriftstellerverbandes der DDR. 1981 erhielt er den Max-Reger-Kunstpreis.
Wolfgang Rinecker verstarb 1982 im Alter von 51 Jahren in Meiningen.

## Werke
- „Eve und Pierre“, Volksverlag Weimar, 1959.
- „Warum starb Angèle?“, Kriminalroman, Greifenverlag Rudolstadt, 1964.
- „Die Kinder der Hoffnung“, Greifenverlag 1965.
- „Bin ich Kain?“, Kriminalroman, Greifenverlag 1967.
- „Meine Rodbühler Geschichten“, Sammelband mit 17 Erzählungen aus Bürden, Greifenverlag 1971.
- „Alma M.“, Greifenverlag 1972.
- „Mord an einem Mädchen“ – Roman um einen Kriminalfall, Greifenverlag 1972.
- „Die Kinder der Alma M.“, Greifenverlag 1973.
- „Die Kinder des Soldaten“, 1973.
- „Drei Freunde“, Knabe Verlag Weimar 1977.
- „Verbrechen an Unschuldigen“, Greifenverlag 1978.
- „Die Straßenbahn zum Herrn“, Erzählungen, Greifenverlag 1980.

## Bühnenautor
Gemeinsam mit Albert R. Pasch war Wolfgang Rinecker Autor von zwei Bühnenstücken.
- „Das Spiel vom argen Schalk Till Eulenspiegel“, Meininger Theater und Aufzeichnung für das Fernsehen der DDR, 1974.[2]
- „Münchhausen“, Inszenierung des Meininger Theaters für das Naturtheater Steinbach-Langenbach, 1978.